# Skúli Jón Friðgeirsson
Skúli Jón Friðgeirsson, född 30 juli 1988, är en isländsk fotbollsspelare (försvarare) som spelar för KR Reykjavík. Friðgeirsson har även spelat för Islands herrlandslag i fotboll, där han sedan debuten år 2010 gjorde fyra landskamper. 
Friðgeirsson spelade mellan år 2005 och 2011 för den isländska klubben Knattspyrnufélag Reykjavíkur. I mars 2012 värvades han till den allsvenska klubben IF Elfsborg. Skuli lever tillsammans med sin flickvän Jennifer och sin hund Knut. 

## Meriter
- Isländska cupen: 2010 och 2011
- Isländska ligacupen: 2005 och 2010